# Hugh G. M. Williamson
Hugh G. M. Williamson (15 luglio 1947) è un teologo inglese.
Dal '92 al 2014 è stato Regius Professor di ebraico all'Università di Oxford, posizione che ha conservato come professore emerito.
È stato presidente del gruppo di lavoro e ricerca nelle discipline umanistiche della British Academy, presidente della Società Archeologica Anglo-Israeliana e segretario del comitato esecutivo del Semantics of Ancient Hebrew Database. Ha realizzato comentari ai Libri di Esdra e Neemia per la collana Word Biblical Commentary, pubblicata dalla Zondervan, e il commenti dei primi 27 capitoli del Libro di Isaia per la collana International Critical Commentary.
I suoi interessi di ricerca riguardano in particolare il testo di Isaia, la storia e la letteratura del periodo achemenide.

Nel 2012 è stato pubblicato un festschrift in suo onore, in occasione del 60º compleanno.

## Riconoscimenti
- 2015: Ordine dell'Impero Britannico per il servizio reso all'insegnamento della teologia.[5][6]